# Ergo decedo
Ergo decedo, trong tiếng Latinh có nghĩa là "vì vậy nên tôi rời đi" hoặc "thế thì tôi đi", một cách gọi ngắn của argumentum ergo decedo, và được mệnh danh một cách không chính thức là ngụy biện người chỉ trích phản bội, chỉ việc đáp lại lời chỉ trích của một người bằng cách ngụ ý rằng người đó có động cơ ngầm là sự ưu ái không nói ra ngoài hoặc có liên kết đối với một nhóm xã hội ngoài nhóm mà họ thuộc về, thay vì đáp lại trực tiếp chính những lời chỉ trích đó. Ngụy biện này ngầm cáo buộc rằng người chỉ trích không trân trọng các giá trị và phong tục của nhóm bị chỉ trích hoặc người chỉ trích là một người phản bội, và vì vậy cho rằng người chỉ trích nên tránh hoàn toàn câu hỏi hoặc chủ đề này, điển hình là bằng cách rời khỏi nhóm bị chỉ trích.
Argumentum ergo decedo thường được phân loại là một loại ngụy biện phi hình thức và cụ thể hơn là một loại thuộc hạng công kích cá nhân (ad hominem) của những ngụy biện phi hình thức.

## Trong chính trị
Argumentum ergo decedo có liên quan trực tiếp đến ngụy biện "bạn cũng vậy" (tu quoque) khi đáp lại những lời chỉ trích chính trị. Cũng như việc chủ nghĩa vậy thì được sử dụng để chống lại những lời chỉ trích từ bên ngoài, ergo decedo được sử dụng để chống lại những lời chỉ trích bên trong.

## Ví dụ
Người chỉ trích: "Tôi nghĩ chúng ta cần phải cải thiện hệ thống thuế của Nauru. Hệ thống hiện tại gặp phải nhiều vấn đề mà ở những nơi khác như Tuvalu và Quần đảo Marshall đã được giải quyết rồi."

Người trả lời"Thế nếu bạn không thích, thì sao bạn không đi chỗ nào tốt hơn đi?"
Người chỉ trích: "Môi trường nơi làm việc của chúng mình rất khó để có thể bắt đầu các cuộc thảo luận mang tính xây dựng về những cải cách đối với công ty. Cần thiết phải cải thiện một số vấn đề."

Người trả lời"Thế nếu bạn không thích hệ thống của công ty thì bạn ở đây làm gì? Bạn nên đi chỗ khác thì hơn!"